# Кинески Тајпеј на Светском првенству у атлетици на отвореном 2019.
Кинески Тајпеј је учествовао на 17. Светском првенству у атлетици на отвореном 2019. одржаном у Дохи од 27. септембра до 6. октобра седамнаести пут, односно учествовао је на свим првенствима до данас. Репрезентацију Кинеског Тајпеја чинило је 5 такмичара који су се такмичили у 5 дисциплина.,
На овом првенству представници Кинеског Тајпеја нису освојили ниједну медаљу нити су остварили неки резултат.

## Учесници
Мушкарци:
- Чун-Хан Јанг — 200 м
- Чен Куеи-ру — 110 м препоне
- Чие Чен — 400 м препоне
- Ђија-Сјинг Лин — Скок удаљ
- Ченг Чао-Цун — Бацање копља

## Резултати

### Мушкарци
| Атлетичар      | Дисциплина    | Лични рекорд | Квалификације  | Квалификације | Полуфинале           | Полуфинале           | Финале                | Финале               | Детаљи |
| Атлетичар      | Дисциплина    | Лични рекорд | Резултат       | Место         | Резултат             | Место                | Резултат              | Место                | Детаљи |
| -------------- | ------------- | ------------ | -------------- | ------------- | -------------------- | -------------------- | --------------------- | -------------------- | ------ |
| Чун-Хан Јанг   | 200 м         | 20,23 НР     | 20,80          | 5. у гр. 3    | Није се квалификовао | Није се квалификовао | Није се квалификовао  | 38 / 50 (53)         |        |
| Чен Куеи-ру    | 110 м препоне | 13,34 НР     | 13,57 КВ       | 3. у гр. 5    | 13,52 (.513)         | 5. у гр. 2           | Нису се квалификовали | 11 / 36 (41)         |        |
| Чие Чен        | 400 м препоне | 48,92        | 49,95(.949) КВ | 3. у гр. 2    | 50,00 (.991)         | 8. у гр. 1           | Нису се квалификовали | 20 / 38 (39)         |        |
| Ђија-Сјинг Лин | Скок удаљ     | 8,14         | Без пласмана   | Без пласмана  |                      |                      | Није се квалификовао  | Није се квалификовао |        |
| Ченг Чао-Цун   | Бацање копља  | 91,36 НР     | 83,40 кв       | 4. у гр. Б    | 77,99                | 10 / 30 (32)         |                       |                      |        |